# Brachinus constrictus
Brachinus constrictus – gatunek chrząszcza z rodziny biegaczowatych i podrodziny Brachininae. Endemit Uzbekistanu.
Gatunek ten opisany został po raz pierwszy w 1919 roku przez Edmunda Reittera.
Chrząszcz o ciele długości od 6,5 do 7,5 mm. Głowa i czułki są rdzawoczerwone. Barwa głaszczków jest żółtoczerwona. Przedplecze jest czerwone, sercowate z silnie odstającymi kątami tylnymi, a krawędziami bocznymi przed tymi kątami zaokrąglonymi i obrzeżonymi. Pokrywy są w zarysie wydłużone z wystającymi kątami barkowymi, od strony grzbietowej spłaszczone, ubarwione metalicznie niebiesko, delikatnie i drobno punktowane, bardzo krótko i delikatnie owłosione. Rzędy pokryw są bardzo słabo zaznaczone, a międzyrzędy niewyniesione żeberkowato. Błoniaste obrzeżenie wierzchołkowej krawędzi pokryw jest pozbawione długich szczecinek, co najwyżej ma bardzo drobne i bardzo delikatne rzęski. Większa część spodu ciała, w tym cały odwłok ubarwione są czerwono. Odnóża są rdzawoczerwone. U samca stopy przedniej pary mają trzy człony nieco rozszerzone, a pośrodku tylnej krawędzi siódmego sternitu odwłoka znajduje się głębokie wycięcie.